# PC卡
PC卡（舊稱PCMCIA）是可插入笔记本电脑，提供额外功能的电子产品。
最初是由「个人电脑储存卡国际联盟」（Personal Computer Memory Card International Association）设定了这种卡的标准，故命名为「PCMCIA」卡，根据它的首字母缩略，又被谐称为「人们记不住计算机产业缩略词」（People Can't Memorize Computer Industry Acronyms）或「个人电脑制造商不能创造出个新的缩略词」（Personal Computer Manufacturers Can't Invent Acronyms）。之后，此種介面卡的新版本称为「CardBus」。PCMCIA可也发展成为一种笔记本电脑的外设类别，成为「新卡」或「快速卡」。
第一种PC卡（PCMCIA，根据IBM的说法，应该称为「终端微通道互连架构部件」）是「一型介面卡」（Type I），可支持记忆卡（例如ATA一型快闪記憶卡）；「二型介面卡」（Type II）則增加了I/O支持；「三型介面卡」（Type III）在此基础上进一步扩展。输入输出功能已经不止能支持記憶卡，这一功能衍生出了一种快闪存储卡（依照一型介面卡的标准）——CF卡、Mini卡和SSFDC卡（SM卡）。

## PC卡

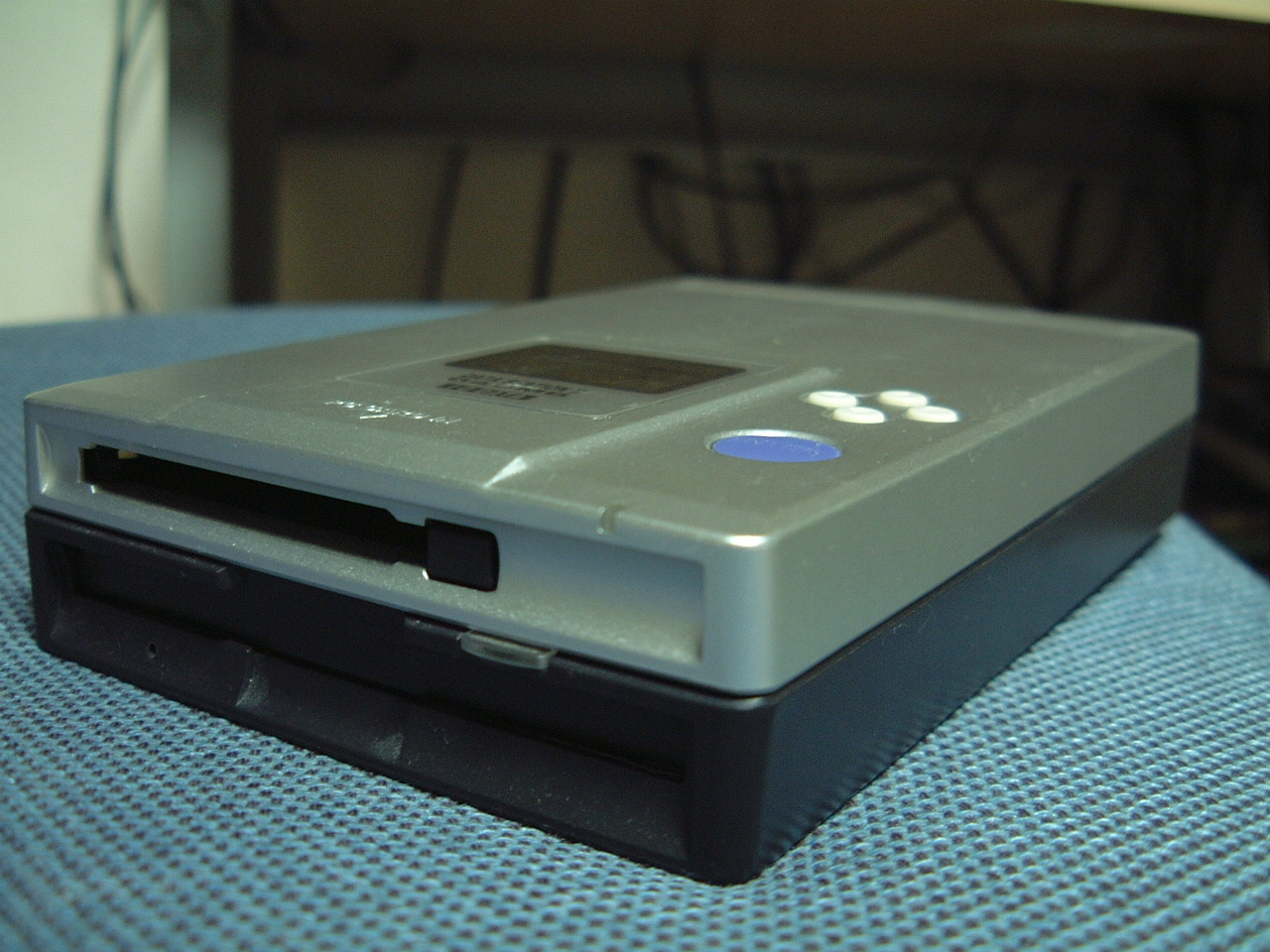
PC卡

PC卡的物理尺寸与一张信用卡相仿，根据厚度不同共有三种不同的尺寸：一型卡厚3.3毫米，二型卡厚5.0毫米，三型卡厚10.5毫米。它们的长度均为85.6毫米，宽度均为54.0毫米。大部分筆記型电脑会設有两个二型介面卡插槽或一个三型介面卡插槽。大部分三型卡都是外置式硬盘，而且逐步被闪存、USB、火线，或者目前主流的Serial ATA接口方案取代。目前還在生产的一型介面卡主要是「ATA快闪存储卡」。
就如同其原先的名字，第一张PC卡是为了擴充儲存量。它是一种通用外设接口方案，能讓許多其他设备利用它與笔记本电脑進行連接。例如网卡、SCSI、调制解调器、Bluetooth和硬盘。
PC卡的电器规范使它也能被CF卡使用。这样PC卡CF适配器仅需要一个套接（socket）接口。它有时也被用来作为DVB广播的通用介面。

## CardBus

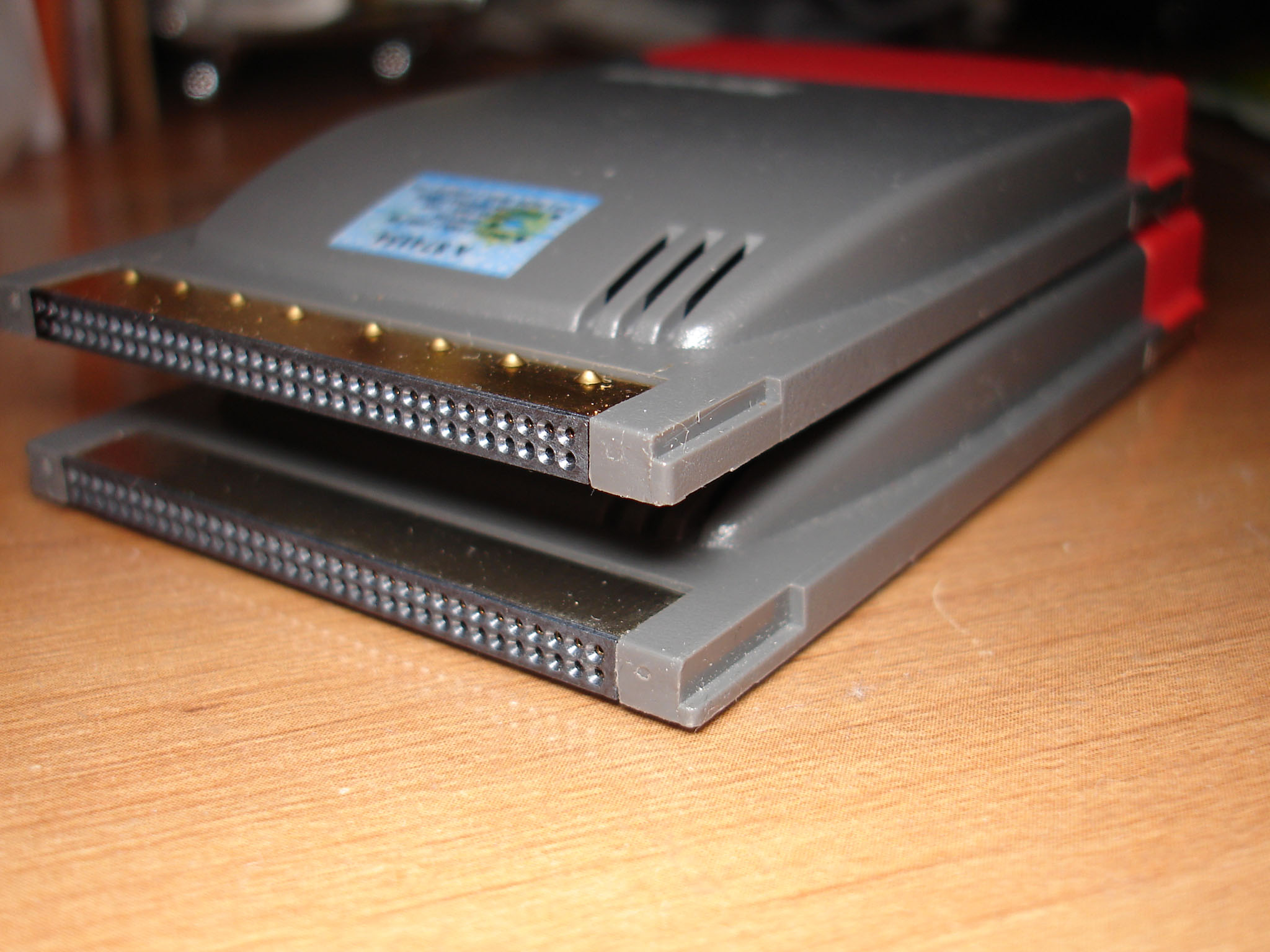
Two Xircom RealPort Ethernet/56k modem cards.上層是CardBus，下層是5 volt PCMCIA

PC卡总线最早是16位的，与ISA（工業標準架構）总线相同。後來的CardBus使用32位、33MHz的PCI总线，但基本物理结构与之前的卡相同。CardBus的最大傳輸速率為133MB/s。
CardBus卡正面左上角的凹口比旧版本的稍浅一些，因此这样32位的卡无法插入仅支持16位卡的系统。大部分新的PC卡插槽都支持CardBus和较老的16位PC卡设备。
CardBus具有匯流排主控功能。可以使总线控制器可以绕过CPU，直接与其他外设或内存传输数据。许多芯片组（例如支持WiFi的芯片组）都同时支持PCI总线和CardBus卡。

## ExpressCard

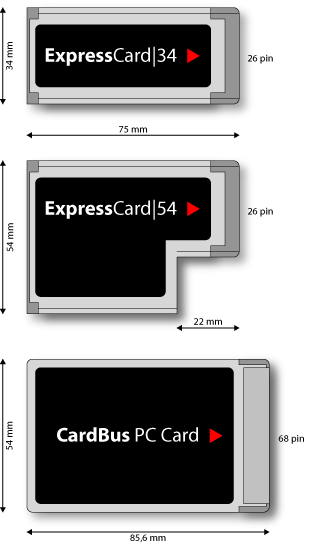
ExpressCard與PC卡外部規格比較圖

PCMCIA已经发展出新一代ExpressCard（曾命名为「新卡」）来代替现有的CardBus标准。ExpressCard相比CardBus更快更简单。通过ExpressCard插槽，主机可提供PCI Express或USB 2.0/3.0连接。它支持热插拔。
ExpressCard提供两种尺寸，ExpressCard/34（34毫米宽）和ExpressCard/54（54毫米宽，L型）—两种卡的连接口都是（34毫米）。标准卡的长度是75毫米（比CardBus短10.6毫米），5毫米厚，但在凸出卡插槽的部分（例如天线）的厚度可以超过5.5毫米。
惠普在2004年11月已经开始发售带ExpressCard接口的系统，（页面存档备份，存于），在05年5月，联想也在旗舰级产品T43中内置了ExpressCard接口。
戴尔电脑在Inspiron系列中也支持这一接口。2006年1月起苹果在MacBook Pro笔记本电脑中用一个ExpressCard/34插槽代替了原有的标准PC卡插槽。
2005年3月的CeBIT展上展示了大量的ExpressCard设备。